# Bonnay (Doubs)
Bonnay ist eine französische Gemeinde mit 828 Einwohnern (Stand 1. Januar 2022) im Département Doubs in der Region Bourgogne-Franche-Comté. Sie gehört zum Arrondissement Besançon und ist Mitglied im Gemeindeverband Grand Besançon Métropole. Die Bewohner werden Bonnaysiens und Bonnaysiennes genannt.

## Geographie
Bonnay liegt auf 245 m, etwa elf Kilometer nördlich der Stadt Besançon (Luftlinie). Das Dorf erstreckt sich am südlichen Rand der Talniederung des Ognon, am Nordfuß des Kammes der Grande Côte unterhalb des Fort de la Dame Blanche im äußersten Nordwesten des Département Doubs.
Die Fläche des 7,66 km² großen Gemeindegebiets umfasst einen Abschnitt des Ognon-Tals. Die nördliche Grenze verläuft entlang dem Ognon, der hier mit mehreren Windungen durch eine rund zwei Kilometer breite, flache Talniederung fließt. Vom Flusslauf erstreckt sich das Gemeindeareal nach Süden über die ehemals moorige Talaue auf die angrenzende Hochterrasse, die aus eiszeitlichen Flussablagerungen besteht. Sie ist überwiegend mit Acker- und Wiesland bestanden. Weiter nach Süden reicht das Gebiet über einen Steilhang bis auf den schmalen Kamm der Grande Côte. Dieser Höhenzug bildet in geologisch-tektonischer Hinsicht eine Antiklinale, deren nördlicher Schenkel durch Erosion weitgehend abgetragen ist. Mit 605 m wird auf der Krete beim Fort de la Dame Blanche die höchste Erhebung von Bonnay erreicht.
Nachbargemeinden von Bonnay sind Buthiers im Norden, Mérey-Vieilley im Osten, Besançon und Tallenay im Süden sowie Châtillon-le-Duc, Devecey und Voray-sur-l’Ognon im Westen.

## Geschichte
Verschiedene Funde weisen darauf hin, dass das Gemeindegebiet von Bonnay bereits während der Römerzeit besiedelt war. Erstmals urkundlich erwähnt wird Bonnay im Jahr 878. Im Mittelalter gehörte das Dorf zum Herrschaftsgebiet von Châtillon-le-Duc. Zusammen mit der Franche-Comté gelangte es mit dem Frieden von Nimwegen 1678 definitiv an Frankreich. Heute gehört Bonnay zum Gemeindeverband Grand Besançon.

## Sehenswürdigkeiten

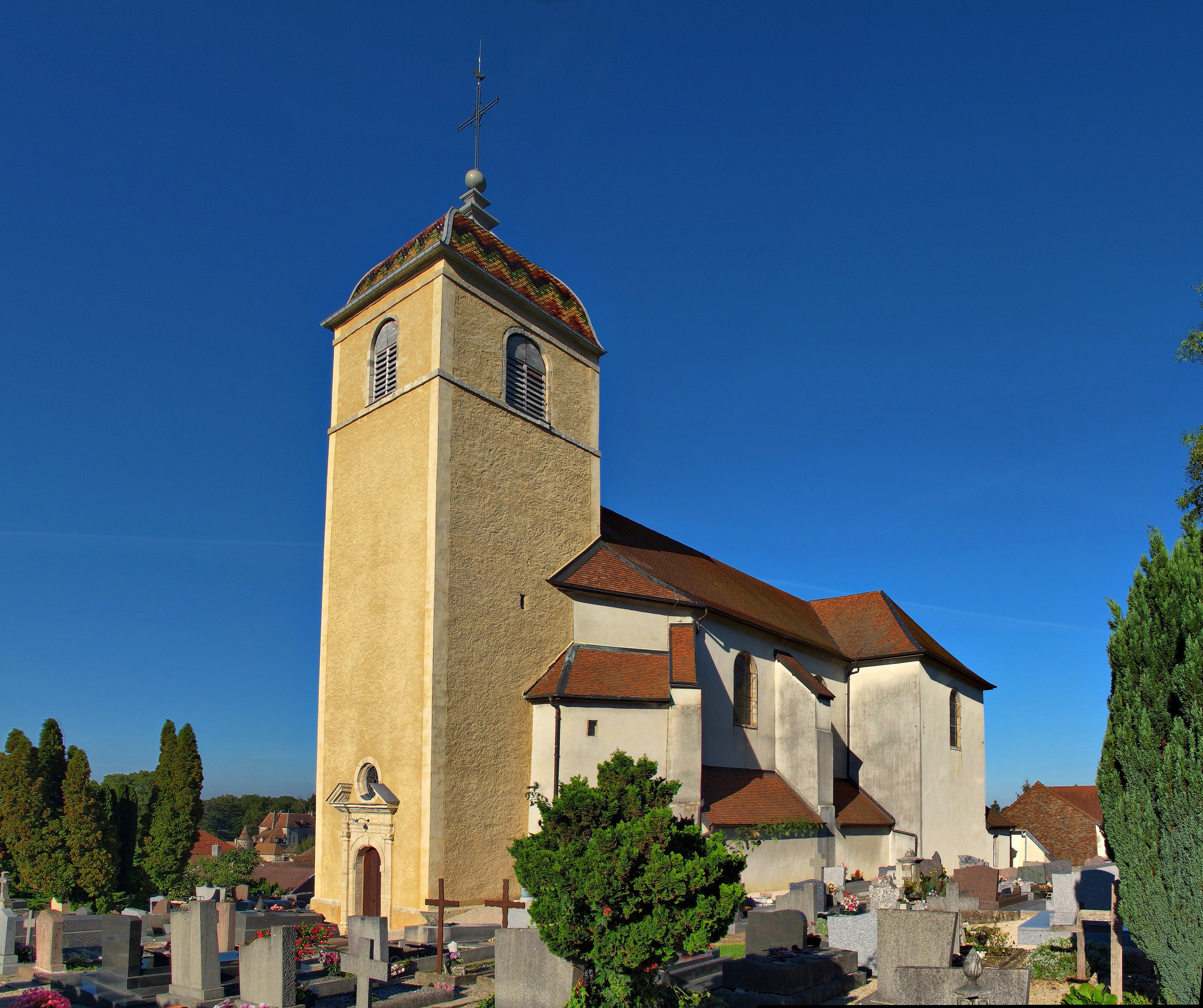
Kirche Saint-Lazare

Die Kirche Saint-Lazare wurde von 1710 bis 1715 im klassischen Stil erbaut und besitzt eine reiche Ausstattung aus der Erbauungszeit, darunter die Kanzel und verschiedene Altäre. 
Das Schloss wurde im 18. Jahrhundert auf den Ruinen eines mittelalterlichen Vorgängerbaus errichtet. 
Auf der Krete der Grande Côte (Forêt de Chailluz) befindet sich das von 1875 bis 1878 erbaute Fort de la Dame Blanche, das zum Festungssystem von Besançon gehört.

## Bevölkerung
| Jahr                       | 1962 | 1968 | 1975 | 1982 | 1990 | 1999 | 2016 |
| Einwohner                  | 229  | 253  | 377  | 452  | 576  | 676  | 841  |
| Quellen: Cassini und INSEE |      |      |      |      |      |      |      |

Nachdem die Einwohnerzahl in der ersten Hälfte des 20. Jahrhunderts abgenommen hatte (1896 wurden noch 402 Personen gezählt), wurde seit Beginn der 1960er Jahre ein markantes Bevölkerungswachstum verzeichnet. Seither hat sich die Einwohnerzahl verdreifacht.

## Wirtschaft und Infrastruktur
Bonnay war bis weit ins 20. Jahrhundert hinein ein vorwiegend durch die Landwirtschaft (Ackerbau, Obstbau und Viehzucht) und die Forstwirtschaft geprägtes Dorf. Daneben gibt es heute verschiedene Betriebe des lokalen Kleingewerbes. Mittlerweile hat sich das Dorf auch zu einer Wohngemeinde gewandelt. Viele Erwerbstätige sind deshalb Wegpendler, die in der Agglomeration Besançon ihrer Arbeit nachgehen.
Die Ortschaft liegt abseits der größeren Durchgangsstraßen an einer Departementsstraße, die von Devecey nach Moncey führt. Der nächste Anschluss an die Autobahn A36 befindet sich in einer Entfernung von ungefähr 11 km. Eine weitere Straßenverbindung besteht mit Buthiers.

## Persönlichkeiten
- Roland Mesnier (1944–2022), Konditor, Chef-Pâtissier im Weißen Haus von 1974 bis 2004